# شور عشق (فیلم ۱۹۸۱)
شور عشق (به ایتالیایی: Passione d'amore) محصول ۱۹۸۱ ایتالیا فیلمی درام به کارگردانی اتوره اسکولا است. فیلم بر اساس کتابی به نام فوسکا اثر ایجینیو اوگو تارکتی است. فیلم توانست به جشنواره بین‌المللی فیلم کن ۱۹۸۱ راه یابد.

## داستان فیلم
در دهه ۱۹۸۰ میلادی، جورجو یک سرباز جوان ایتالیایی است که به پست نظامی دوری، به دور از عاشق خود کلارا فرستاده می‌شود. او در منزل سرهنگ زندگی می‌شود و با سرهنگ و دکتر محلی دوست می‌شود اما در میان ساکنان خانه یک زن بیگانه‌ای وجود داردبه نام فوسکا که غیرجذاب و دیوانه است. اگرچه او شوری دارد که جورجو مجبور به مقابله با آن است.